# Демидовская премия
Деми́довская пре́мия (или Демидовская награда) — российская негосударственная премия для учёных, внёсших выдающийся вклад в развитие наук, ежегодно вручалась в 1832—1865 годах. Лауреатов отбирала Императорская академия наук по публикациям учёных, и выносила на публичное собрание Академии, отчёты публиковались в Бюллетене физико-математического отделения ИАН. Считалась самой почётной неправительственной наградой России. С премией выдавалась медаль — .

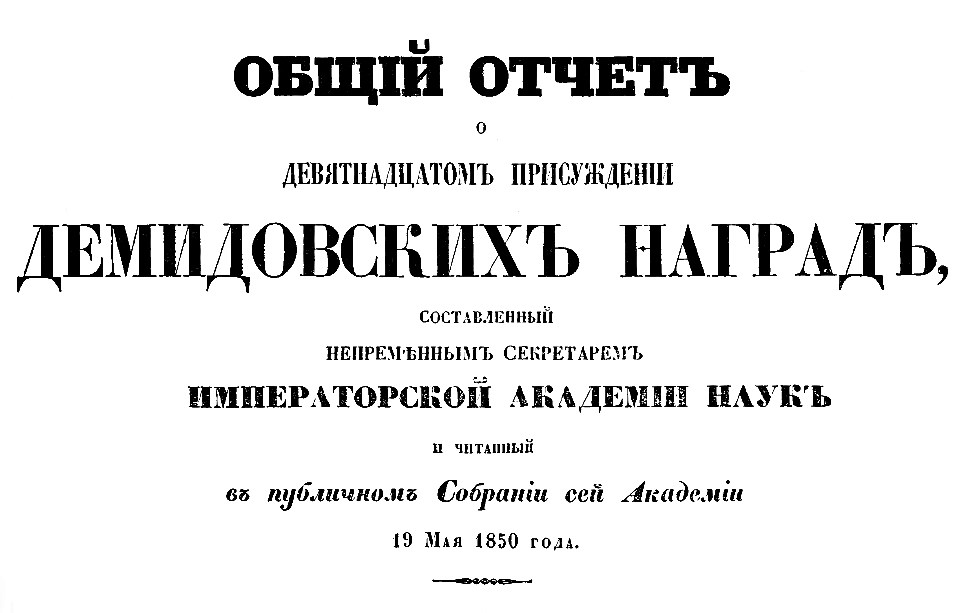
Демидовкие награды в Бюллетене ИАН, 1850

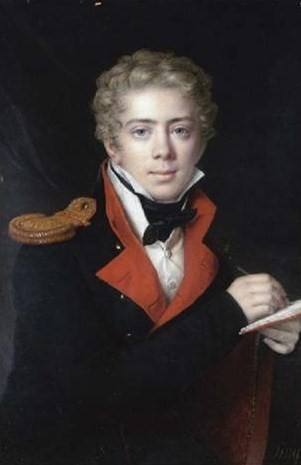
Павел Николаевич Демидов, основатель премии

- С 1993 года, продолжая традиции Демидовской премии, вручается «Демидовская премия Научного Демидовского фонда»[1].

## История

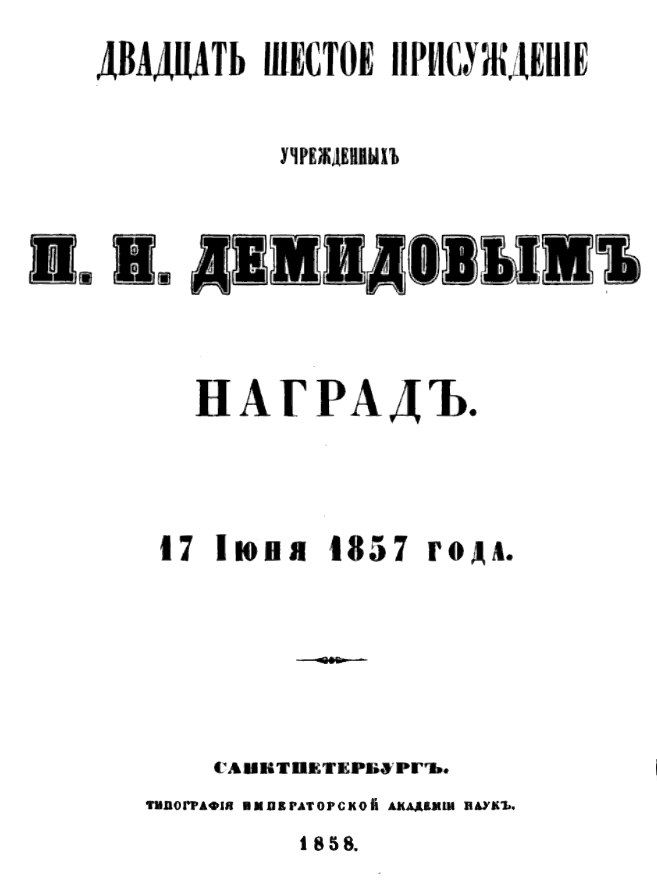
Обложка книги отчёта, 1858

В 1831 году премию учредил, «желая содействовать преуспеянию наук, словесности и промышленности в своём отечестве», уральский промышленник, камергер двора Его Императорского Величества Павел Николаевич Демидов.
В 1832 году было произведено первое награждение.
В 1840 году Павел Николаевич Демидов скончался. Согласно его завещанию деньги в фонд премии продолжались вноситься на протяжении последующих 25 лет, до 1865 года, после чего по инициативе Императорской академии наук и при поддержке Министерства народного просвещения была учреждена Ломоносовская премия.
Ежегодно на премии выделялось 20 000 рублей государственными ассигнациями. Присуждение наград меценат предоставил Императорской академии наук как «первенствующему учёному сословию в империи». Научные работы, выдвигаемые на премию, рассматривались академиками, а их отчёты печатались в книгах издательства Императорской академии наук о присуждении учреждённых Павлом Николаевичем Демидовым наград. Как правило, награда присуждалась в дни рождения царствующих императоров.
За 34 года существования премии было отмечено 275 книг, в основном по:
- истории — 53
- филологии — 46
- географии — 28
- геологии и горным наукам — 20
- биологии — 20
- математике и механике — 20
- химии и физике — 13

Даты и книги отчётов о присуждении учреждённых Павлом Николаевичем Демидовым наград:
- 13 — 17 апреля 1844
- 14 — 17 апреля 1845
- 15 — 17 апреля 1846
- 18 — 17 апреля 1849
- 20 — 17 апреля 1851
- 21 — 17 апреля 1852
- 22 — 23 мая 1853
- 25 — 26 мая 1856
- 26 — 17 июня 1857
- 30 — 16 июня 1861
- 33 — 26 июня 1864
- 34 — 25 июня 1865 (последнее награждение).

В 1833—1865 годах учёным было присуждено 55 полных, составлявших по 5000 рублей государственными ассигнациями, и 220 половинных премий, составлявших по 2500 рублей государственными ассигнациями.

## Лауреаты полной Демидовской премии
| Год  | №  | Лауреат                                                       | Наука                        | Научный труд, удостоенный премии |
| ---- | -- | ------------------------------------------------------------- | ---------------------------- | --- |
| 1832 | 1  | Паукер, Магнус Георг фон                                      | Метрология                   | «Handbuch der Metrologie Russlands und seiner deutschen Provinzen» («Метрология России и немецких её провинций», осталась неизданной) |
| 1832 | 2  | Гагемейстер, Юлий Андреевич                                   | Государственное хозяйство    | «Розыскания о финансах древней России» (рукопись, издана в 1833 г.) |
| 1833 | 3  | Востоков, Александр Христофорович                             | Лингвистика и лексикография  | «Русская грамматика Александра Востокова, по начертанию его же сокращённой грамматики полнее изложенная» (1831) |
| 1833 | 4  | Рейф, Филипп Иванович                                         | Лингвистика и лексикография  | «Русско-французский словарь, в котором русские слова расположены по происхождению, или Этимологический лексикон русского языка» (рукопись, издана в 1835—1836 гг.) |
| 1835 | 5  | Сидонский, Фёдор Фёдорович                                    | Философия                    | «Введение в науку философии» (1833) |
| 1835 | 6  | Иакинф (Бичурин, Никита Яковлевич)                            | История                      | «Историческое обозрение ойратов или калмыков с XV столетия до настоящего времени» (1834) |
| 1835 | 7  | Соколов, Пётр Иванович                                        | Лингвистика и лексикография  | «Общий церковно-славяно-российский словарь, или Собрание речений как отечественных, так и иностранных, в церковно-славянском и российском наречиях употребляемых» (1834) |
| 1836 | 8  | Литке, Фёдор Петрович                                         | Путешествия                  | «Путешествие вокруг света на военном шлюпе „Сенявин“» (1835) |
| 1836 | 9  | Брашман, Николай Дмитриевич                                   | Математика                   | «Курс аналитической геометрии» (рукопись, издана в 1836 г.) |
| 1836 | 10 | Михайловский-Данилевский, Александр Иванович                  | История                      | «Записки о походе 1813 года» (1834) |
| 1837 | 11 | Крузенштерн, Иван Фёдорович                                   | Гидрография                  | «Дополнение к изданным в 1826 и 1827 годах объяснениям оснований, послуживших для составления атласа Южного моря» (1836) |
| 1837 | 12 | Аргеландер, Фридрих Вильгельм Август                          | Астрономия и геодезия        | «DLX stellarum fixarum positiones mediae ineunte anno 1830» («Средние положения 560 неподвижных звезд в начале 1830 года», 1835) |
| 1837 | 13 | Ушаков, Николай Иванович                                      | История                      | «История военных действий в Азиатской Турции в 1828 и 1829 годах» (1836) |
| 1838 | 14 | Шодуар, Станислав Иванович                                    | Нумизматика                  | «Обозрение русских денег и иностранной монеты, употреблявшейся в России с древнейших времен» (1836—1841) |
| 1839 | 15 | Иакинф (Бичурин)                                              | Восточные языки              | «Китайская грамматика» (1838) |
| 1839 | 16 | Медем, Николай Васильевич                                     | Военные и морские науки      | «Руководство к тактике» (1837—1838) |
| 1840 | 17 | Погодин, Михаил Петрович                                      | История                      | «Нестор, историко-критическое рассуждение о начале русских летописей» (1839) |
| 1840 | 18 | Чубинов, Давид Иессеевич                                      | Восточные языки              | «Грузино-русско-французский словарь» (1840) |
| 1840 | 19 | Якоби, Борис Семёнович                                        | Промышленность               | «Общая заметка о способе получения гальванических отливок» (1839) |
| 1841 | 20 | Постельс, Александр Филиппович и Рупрехт, Франц Иванович      | Биологические науки          | «Изображения и описания морских растений, собранных в Северном Тихом океане у берегов российских владений в Азии и Америке в путешествие вокруг света, совершенное… на военном шлюпе Сенявине в 1826, 1827, 1828 и 1829 годах под командою флота капитана Федора Литке» (1840)      |
| 1842 | 21 | Врангель, Фердинанд Петрович                                  | Путешествия                  | «Путешествие по северным берегам Сибири и по Ледовитому морю» (1841) |
| 1844 | 22 | Востоков, Александр Христофорович                             | Теория и история словесности | «Остромирово Евангелие 1056—57 года. С приложением греческого текста Евангелий и с грамматическими объяснениями, изданное А. Востоковым» (1843) |
| 1844 | 23 | Павский, Герасим Петрович                                     | Лингвистика и лексикография  | «Филологические наблюдения над составом русского языка» (1841—1842) |
| 1844 | 24 | Пирогов, Николай Иванович                                     | Медицина                     | «Полный курс прикладной анатомии человеческого тела с рисунками. Анатомия описательно-физиологическая и хирургическая» (1843—1845) |
| 1845 | 25 | Аделунг, Фёдор Павлович                                       | Путешествия                  | «Kritisch-literärische Übersicht der Reisenden in Russland bis 1700» (1846, рус. пер. «Критико-литературное обозрение путешественников по России до 1700 года и их сочинений») |
| 1846 | 26 | Савич, Алексей Николаевич                                     | Астрономия и геодезия        | «Приложение практической астрономии к географическому определению мест» (1845) |
| 1846 | 27 | Ковалевский, Осип Михайлович                                  | Восточные языки              | «Монгольско-русско-французский словарь» (1844—1849) |
| 1846 | 28 | Клаус, Карл Карлович                                          | Химия и физика               | «Химическое исследование остатков уральской платиновой руды и металла рутения» (1845) |
| 1847 | 29 | Кейзерлинг, Александр Андреевич и Крузенштерн, Павел Иванович | Путешествия                  | «Wissenschaftliche Beobachtungen auf einer Reise in das Petschora-Land, im Jahre 1843» («Научные наблюдения во время путешествия в Печорскую землю в 1843 году», 1846) |
| 1847 | 30 | Демидов, Анатолий Николаевич                                  | Путешествия                  | «Voyage dans la Russie Méridionale et la Crimée par la Hongrie, la Valachie et la Moldavie, exécuté en 1837, par M. Anatol de Démidoff» (1840—1842, рус. пер. «Путешествие в Южную Россию и Крым, через Венгрию, Валахию и Молдавию, совершенное в 1837 году, Анатолием Демидовым») |
| 1847 | 31 | Толстой, Дмитрий Андреевич                                    | История                      | «История финансовых учреждений России со времени основания государства до кончины императрицы Екатерины II» (рукопись, издана в 1848 г.) |
| 1847 | 32 | Чубинов, Давид Иессеевич                                      | Восточные языки              | «Русско-грузинский словарь» (1846) |
| 1850 | 33 | Горемыкин, Фёдор Иванович                                     | Военные и морские науки      | «Руководство к изучению тактики в начальных её основаниях и в практическом применении» (1849) |
| 1851 | 34 | Пирогов, Николай Иванович                                     | Медицина                     | «Патологическая анатомия азиатской холеры» (1849) |
| 1851 | 35 | Рейнеке, Михаил Францевич                                     | Гидрография                  | «Гидрографическое описание северного берега России» (1843—1850) |
| 1852 | 36 | Неволин, Константин Алексеевич                                | Правоведение                 | «История российских гражданских законов» (1851) |
| 1852 | 37 | Зедделер, Логин Иванович                                      | Военные и морские науки      | «Военный энциклопедический лексикон» (1837—1850) |
| 1853 | 38 | Милютин, Дмитрий Алексеевич                                   | История                      | «История войны России с Францией в царствование императора Павла I в 1799 году» (1852—1853) |
| 1854 | 39 | Макарий (Булгаков)                                            | Богословие                   | «Православно-догматическое богословие» (1849—1853) |
| 1854 | 40 | Иохим                                                         | Промышленность               | «Новоизобретенный типографский шрифт с медным очком» |
| 1854 | 41 | Неволин, Константин Алексеевич                                | География и статистика       | «О пятинах и погостах новгородских в XVI веке» (1853) |
| 1855 | 42 | Журавский, Дмитрий Иванович                                   | Архитектура и искусства      | «Результат исследования системы Гау, применяемый к мостам Санкт-Петербургско-Московской железной дороги» (1850—1855) |
| 1857 | 43 | Турчанинов, Николай Степанович                                | Биологические науки          | «Flora Baicalensi-Dahurica seu descripto plantarum in regionibus cis-et transbaicalensibus atque in Dahuria sponte nascentium» («Байкало-Даурская флора, или описание дикорастущих растений по обеим странам Байкала и в Даурии», 1842—1857)                                        |
| 1857 | 44 | Пандер, Христиан Иванович                                     | Геогнозия и минералогия      | «Monographie der fossilen Fische des silurischen Systems des Russisch-Baltischen Gouvernements» («Монография по изучению силурийских рыб Прибалтики», 1856) |
| 1858 | 45 | Гошкевич, Иосиф Антонович                                     | Лингвистика и лексикография  | «Японско-русский словарь, составленный И. Гошкевичем при пособии японца Тацибана но Коосай» (1857) |
| 1859 | 46 | Максимович, Карл Иванович                                     | Биологические науки          | «Primitiae florae amurensis» («Первенцы амурской флоры», 1859) |
| 1860 | 47 | Пирогов, Николай Иванович                                     | Медицина                     | «Anatome topographica sectionibus per corpus humanum congelatum triplici directione ductis illustrata» («Топографическая анатомия, иллюстрированная разрезами, проведенными через замороженное тело человека в трех направлениях», 1852—1859)                                       |
| 1860 | 48 | Дмитриев, Фёдор Михайлович                                    | Правоведение                 | «История судебных инстанций и гражданского апелляционного производства от Судебника до Учреждения о губерниях» (1859) |
| 1861 | 49 | Пекарский, Пётр Петрович                                      | Теория и история словесности | «Наука и литература в России при Петре Великом» (рукопись, издана в 1862 г.) |
| 1861 | 50 | Богданович, Модест Иванович                                   | История                      | «История Отечественной войны 1812 года» (1859—1860) |
| 1862 | 51 | Корф, Модест Андреевич                                        | История                      | «Жизнь графа Сперанского» (1861) |
| 1862 | 52 | Менделеев, Дмитрий Иванович                                   | Химия и физика               | «Органическая химия» (1861) |
| 1863 | 53 | Бутаков, Григорий Иванович                                    | Военные и морские науки      | «Новые основания пароходной тактики» (1863) |
| 1865 | 54 | Смитт, Фридрих фон                                            | История                      | «История Польского восстания и войны 1830 и 1831 годов» (1863) |
| 1865 | 55 | Шварц, Людвиг Эдуардович                                      | Астрономия и геодезия        | «Подробный отчёт о результатах исследований Математического отдела Сибирской экспедиции Императорского Русского Географического Общества» (1864) |

## Лауреаты половинной Демидовской премии
| Год  | №   | Лауреат                                                     | Наука                               | Научный труд, удостоенный премии |
| ---- | --- | ----------------------------------------------------------- | ----------------------------------- | --- |
| 1832 | 1   | Перевощиков, Дмитрий Матвеевич                              | Астрономия и геодезия               | «Руководство к астрономии» |
| 1832 | 2   | Устрялов, Николай Герасимович                               | История                             | «Сказания современников о Дмитрии Самозванце» |
| 1833 | 3   | Севастьянов, Яков Александрович                             | Математика                          | «Приложение начертательной геометрии к воздушной перспективе» |
| 1833 | 4   | Р. Гельмерсен                                               | Правоведение                        | «Abhandlungen aus dem Gebiet des Livländischen Adelsrechtes» |
| 1833 | 5   | Громов, Сергей Алексеевич                                   | Медицина                            | «Изложение судебной медицины» |
| 1833 | 6   | Соколов, Дмитрий Иванович                                   | Геогнозия и минералогия             | «Руководство к минералогии» |
| 1833 | 7   | Строев, Владимир Михайлович                                 | Правоведение                        | «Историко-юридическое исследование Уложения, изданного царем Алексеем Михайловичем в 1649 году» (рукопись) |
| 1833 | 8   | Глаголев, Андрей Гаврилович                                 | Теория и история словесности        | «Начертание теории словесности» (рукопись) |
| 1834 | 9   | Лёвшин, Алексей Ираклиевич                                  | География и статистика              | «Описание киргиз-казачьих орд и степей» |
| 1834 | 10  | Устрялов, Николай Герасимович                               | История                             | «Сказания князя Курбского» |
| 1834 | 11  | Эйхвальд, Эдуард Иванович                                   | Биологические науки                 | «Plantae Caspico-Caucasicae» |
| 1834 | 12  | Григорьев, Василий Никифорович                              | География и статистика              | «Статистическое описание Нахичеванской провинции» |
| 1834 | 13  | Боде, Александр Карлович                                    | Промышленность                      | «Руководство к виноградному садоводству» |
| 1834 | 14  | Ястребцов, Иван Иванович                                    | Педагогика                          | «О системе наук, приличных в наше время детям» |
| 1834 | 15  | Половцов, Виктор Андреевич                                  | Военные и морские науки             | «Полевая фортификация» |
| 1835 | 16  | Чертков, Александр Дмитриевич                               | Нумизматика                         | «Описание древних русских монет» |
| 1835 | 17  | Галич, Александр Иванович                                   | Философия                           | «Картина человека» |
| 1836 | 18  | Всеволодов, Всеволод Иванович                               | Медицина                            | «Зоо-хирургия» |
| 1836 | 19  | Снегирёв, Иван Михайлович                                   | Этнография                          | «Русские в своих пословицах» |
| 1836 | 20  | Флери, Виктор Иванович                                      | Педагогика                          | «Глухонемые» |
| 1836 | 21  | Степанов, Александр Петрович                                | География и статистика              | «Енисейская губерния» |
| 1836 | 22  | Петрушевский, Фома Иванович                                 | Математика                          | «Эвклидовых начал 3 книги» |
| 1836 | 23  | Иннокентий (Вениаминов)                                     | Лингвистика и лексикография         | «Грамматические правила алеутско-лисьевского языка» (рукопись) |
| 1836 | 24  | Р. Гельмерсен                                               | Правоведение                        | «Geschichte des Livländischen Adelsrechtes» |
| 1836 | 25  | Геблер, Фридрих Август                                      | Биологические науки                 | «Uebersicht des Katunischen Gebirges» |
| 1837 | 26  | Медем, Николай Васильевич                                   | Военные и морские науки             | «Обозрение известнейших правил и систем стратегии» |
| 1837 | 27  | Бобинский, Иван Фёдорович                                   | Военные и морские науки             | «Краткая иппология и курс верховой езды» |
| 1837 | 28  | Шевырёв, Степан Петрович                                    | Теория и история словесности        | «История поэзии» |
| 1837 | 29  | Фальдерманн, Франц                                          | Биологические науки                 | «Fauna entomologica transcaucasica. T. I» |
| 1837 | 30  | Семёнов                                                     | История                             | «Библиотека иностранных писателей о России» |
| 1837 | 31  | Михайловский-Данилевский, Александр Иванович                | История                             | «Описание похода во Францию в 1814 году» |
| 1837 | 32  | Эристов, Дмитрий Алексеевич                                 | Богословие                          | «Словарь исторический о Святых, прославленных в Российской Церкви» |
| 1837 | 33  | Ярцова, Любовь Аникитишна                                   | Педагогика                          | «Полезное чтение для детей» |
| 1838 | 34  | Ишимова, Александра Осиповна                                | Педагогика                          | «История России в рассказах для детей» |
| 1838 | 35  | Брашман, Николай Дмитриевич                                 | Математика                          | «Статика твёрдых и жидких тел» |
| 1838 | 36  | Ковалевский, Осип Михайлович                                | Восточные языки                     | «Монгольская христоматия» |
| 1838 | 37  | Гёбель, Карл                                                | Путешествия                         | «Reise in die Steppen des südlichen Russlands» |
| 1838 | 38  | Фишер-фон-Вальдгейм, Григорий Иванович                      | Геогнозия и минералогия             | «Ориктография Московской губернии» |
| 1838 | 39  | Болотов, Алексей Павлович                                   | Астрономия и геодезия               | «Руководство к геодезии» |
| 1838 | 40  | Сомов, Осип Иванович                                        | Математика                          | «Теория определённых алгебраических уравнений высших степеней» |
| 1838 | 41  | Бурачок, Степан Анисимович и Зеленой, Семён Ильич           | Математика                          | «Лекция алгебраического анализа» |
| 1838 | 42  | Крузенштерн, Александр Иванович                             | География и статистика              | «Précis du Système des progrès et de l'état de l’instruction publique en Russie» |
| 1838 | 43  | Дихт                                                        | Промышленность                      | «Усовершенствование русской печи» |
| 1839 | 44  | Фальдерманн, Франц                                          | Биологические науки                 | «Fauna entomologica transcaucasica. T. II et III» |
| 1839 | 45  | Шульгин, Иван Петрович                                      | История                             | «Изображение характера и содержания Новой истории» |
| 1839 | 46  | Чаруковский, Аким Алексеевич                                | Медицина                            | «Военно-походная медицина» |
| 1839 | 47  | Усов, Степан Михайлович                                     | Промышленность                      | «Курс земледелия» |
| 1839 | 48  | Ястржембовский, Николай Феликсович                          | Математика                          | «Курс практической механики» |
| 1839 | 49  | Грум-Гржимайло, Кондратий Иванович                          | Медицина                            | «Монография о радикальном лечении пахомышечных грыж» |
| 1840 | 50  | Рейц, Александр Магнус Фромгольд фон                        | Правоведение                        | «Verfassung und Rechtszustand der Dalmatinischen Küstenstädte und Inseln im Mittelalter, aus ihren Municipalstatuten entwickelt. Ein beitrag zur Geschichte Slavischer Rechte» (M. S.)                                                                          |
| 1840 | 51  | Теляковский, Аркадий Захарович                              | Военные и морские науки             | «Фортификация, с атласом» |
| 1840 | 52  | Снегирёв, Иван Михайлович                                   | Этнография                          | «Русские простонародные праздники и суеверные обряды» |
| 1840 | 53  | Ободовский, Александр Григорьевич                           | География и статистика              | «Теория статистики» |
| 1840 | 54  | Строев, Сергей Михайлович                                   | Теория и история словесности        | «Описание памятников славяно-русской литературы» |
| 1840 | 55  | Соколов, Дмитрий Иванович                                   | Геогнозия и минералогия             | «Руководство к геогнозии; с атласом» |
| 1840 | 56  | Ивашковский, Семён Мартынович                               | Классическая филология и археология | «Λεξικον Ελληνο-Ρωσσικον» |
| 1841 | 57  | Пирогов, Николай Иванович                                   | Медицина                            | «Anatomia chirurgica» |
| 1841 | 58  | Неволин, Константин Алексеевич                              | Правоведение                        | «Энциклопедия законоведения. 2 части» |
| 1841 | 59  | Штукенберг, Иван Фёдорович                                  | Гидрография                         | «Historisch-statistisch-technische Beschreibung Russischen Reiche gegrabenen shiff- und flossbaren Kanale» |
| 1841 | 60  | Филомафитский, Алексей Матвеевич                            | Медицина                            | «Физиология, изданная для руководства его слушателей. Две части» |
| 1841 | 61  | Шопен, Иван Иванович                                        | География и статистика              | «Описание Армянской области» (рукопись) |
| 1841 | 62  | Казембек, Александр Касимович                               | Восточные языки                     | «Грамматика турецко-татарского языка» |
| 1842 | 63  | Гельмерсен, Григорий Петрович                               | Геогнозия и минералогия             | «Генеральная карта горных формаций Европейской России, с пояснительными примечаниями» |
| 1842 | 64  | Саломон                                                     | Медицина                            | «Руководство к оперативной хирургии» |
| 1842 | 65  | Зеленой, Семён Ильич                                        | Астрономия и геодезия               | «Астрономические средства кораблевождения» |
| 1842 | 66  | Горлов, Иван Яковлевич                                      | Государственное хозяйство           | «Теория финансов» |
| 1842 | 67  | Шимкевич, Фёдор Спиридонович                                | Лингвистика и лексикография         | «Корнеслов русского языка» (рукопись) |
| 1842 | 68  | Бергштрессер, Карл Фёдорович                                | Промышленность                      | «Руководство к разведению, улучшению, кормлению и откорму домашних животных» |
| 1843 | 69  | Иакинф (Бичурин)                                            | География и статистика              | «Статистическое описание Китайской империи, с приложением географических карт» |
| 1843 | 70  | Лоренц, Фридрих Карлович                                    | История                             | «Руководство к всеобщей истории» |
| 1843 | 71  | Языков, Пётр Александрович                                  | Военные и морские науки             | «Опыт теории стратегии» |
| 1843 | 72  | Висковатов, Александр Васильевич                            | История                             | «Историческое описание одежды и вооружения российских войск, с рисунками» |
| 1843 | 73  | Перевощиков, Дмитрий Матвеевич                              | Астрономия и геодезия               | «Основания астрономии» |
| 1843 | 74  | Татаринов, Пётр Игнатьевич                                  | Математика                          | «Начальные основания геометрии» |
| 1843 | 75  | Эвлампиос, Георгий                                          | Классическая филология и археология | «Амарантос, или розы возрождённой Эллады» (рукопись) |
| 1843 | 76  | Крузе, Фридрих Карл Герман                                  | История                             | «Necrolivonica, то есть древности Лифляндии, Эстляндии и Курляндии до введения христианской веры в прибалтийских губерниях» |
| 1843 | 77  | Штукенберг, Иван Фёдорович                                  | Гидрография                         | «Hydrographie des Russischen Reiches oder topographisch-statistisch Beschreibung seiner schiff- und flossbaren Flüsse und See`n, nebst einigen Nachrichten über die umgebenden Meere, deren Häfen und Anfahrten und über einige Gewässer Mittel-Asiens»         |
| 1844 | 78  | Узатис, Алексей Иванович                                    | Геогнозия и минералогия             | «Курс горного искусства, с атласом» |
| 1844 | 79  | Кастрен, Матиас Александр                                   | Лингвистика и лексикография         | «Elementa grammatices Syrjaenae» (M. S.) |
| 1844 | 80  | Видеман, Фердинанд Иванович                                 | [ 74 ]                              | [ 74 ] |
| 1844 | 81  | Зернов, Николай Ефимович                                    | Математика                          | «Дифференциальное вычисление с приложением к геометрии» |
| 1845 | 82  | Слонимский, Зиновий Яковлевич                               | Математика                          | «Арифметическая машина» |
| 1845 | 83  | Зеленой, Александр Ильич                                    | Математика                          | «Краткое руководство к начертательной геометрии» |
| 1845 | 84  | Рупрехт, Франц Иванович                                     | Биологические науки                 | «Symbolae adhistoriam et geographiam plantarum Rossicarum» (M. S.) |
| 1845 | 85  | Эверсманн, Эдуард Александрович                             | Биологические науки                 | «Fauna lepidopterologica Volgo-Uralensis» |
| 1845 | 86  | Дубенский, Дмитрий Никитич                                  | Теория и история словесности        | «Слово о полку Игореве, объяснённое по древним письменным памятникам» |
| 1845 | 87  | Ильенков, Яков                                              | Классическая филология и археология | «Краткая синонимика, изложенная по Дедерлейну» |
| 1845 | 88  | Вольфельдт, Г. М.                                           | Правоведение                        | «Mitteilungen aus dem Strafrecht und dem Strafprocess in Livland, Ehstland und Kurland» |
| 1845 | 89  | Зедделер, Логгин Иванович                                   | Военные и морские науки             | «Обозрение истории военного искусства» |
| 1846 | 90  | Ивашковский, Семён Мартынович                               | Классическая филология и археология | «Полный российско-латинский словарь» |
| 1846 | 91  | Видеман, Фердинанд Иванович                                 | Лингвистика и лексикография         | «Versucheiner Grammatik der tscheremissischen Sprache nach dem in der Evangelien Übersetzung von 1821 gebrauchten Dialekte» (M. S.) |
| 1846 | 92  | Брун, Генрих Карлович                                       | Математика                          | «Руководство к политической арифметике» |
| 1846 | 93  | Небольсин, Григорий Павлович                                | [ 75 ]                              | [ 75 ] |
| 1847 | 94  | Петрушевский, Фома Иванович                                 | Метрология                          | «Общая метрология» (рукопись) |
| 1847 | 95  | Скаловский, Ростислав Карлович                              | Военные и морские науки             | «Руководство для служащих на военных морских пароходах. Ч. III» |
| 1848 | 96  | Нервандер, Йоган Якоб                                       | Химия и физика                      | «Obsérvations faites à l’Observatoire Magnétique et Météorologique de Helsingfors» (M. S.) |
| 1848 | 97  | Коссович, Игнатий Андреевич                                 | Классическая филология и археология | «Греческо-русский словарь» |
| 1848 | 98  | Сомов, Осип Иванович                                        | Математика                          | «Аналитическая теория волнообразного движения эфира» |
| 1848 | 99  | Савельев, Павел Степанович                                  | Нумизматика                         | «Мухамеданская нумизматика в отношении к русской истории» |
| 1848 | 100 | Базинер, Фёдор Иванович                                     | Путешествия                         | «Naturwissenschaftliche Reise durch die Kirgisensteppe im Jahre 1842» (M. S.) |
| 1848 | 101 | Билярский, Пётр Спиридонович                                | Теория и история словесности        | «Судьбы церковно-славянского языка» |
| 1848 | 102 | Давидов, Август Юльевич                                     | Математика                          | «Теория равновесия тел, погружённых в жидкость» (рукопись) |
| 1848 | 103 | Горлов, Иван Яковлевич                                      | География и статистика              | «Обозрение экономической статистики России» (рукопись) |
| 1849 | 104 | Чебышёв, Пафнутий Львович                                   | Математика                          | «Теория сравнений» |
| 1849 | 105 | Загоскин, Лаврентий Алексеевич                              | Путешествия                         | «Пешеходная опись части русских владений в Америке» |
| 1849 | 106 | Гофман, Эрнст Карлович                                      | Путешествия                         | «Reise nach dem Goldwaschen Ostsibiriens» |
| 1849 | 107 | Менетрие, Эдуард Петрович                                   | Биологические науки                 | «Catalogue des insectes recueillis par feu M. Lehmann avec les descriptions des nouvelles especes» («Каталог насекомых, собранных покойным М. Леманом с описанием новых видов насекомых»)                                                                       |
| 1849 | 108 | Иакинф (Бичурин)                                            | История                             | «Собрание сведений о народах, обитавших в Средней Азии в древние времена» (рукопись) |
| 1849 | 109 | Попов, Александр Васильевич                                 | Восточные языки                     | «Грамматика калмыцкого языка» |
| 1849 | 110 | Заблоцкий-Десятовский, Павел Парфёнович                     | Медицина                            | «Учения о болезнях яичка, семенного канатика и мошонки; с атласом» |
| 1849 | 111 | Скальковский, Аполлон Александрович                         | География и статистика              | «Опыт статистического описания Новороссийского края» |
| 1849 | 112 | Хавский, Пётр Васильевич                                    | История                             | «Хронологические таблицы» |
| 1850 | 113 | Давидов, Август Юльевич                                     | Математика                          | «Теория капиллярных явлений» (рукопись) |
| 1850 | 114 | Савваитов, Павел Иванович                                   | Лингвистика и лексикография         | «Грамматика зырянского языка и зырянско-русский и русско-зырянский словари» |
| 1850 | 115 | Видеман, Фердинанд Иванович                                 | Лингвистика и лексикография         | «Grammatik der Wotjakishen Sprache» (M. S.) |
| 1850 | 116 | Шренк, Александр Иванович                                   | Путешествия                         | «Reise nach dem Nordosten des europäischen Russlands» |
| 1850 | 117 | Клаус, Карл Карлович                                        | Биологические науки                 | «О растительности приволжских стран» |
| 1850 | 118 | Божерянов, Николай Николаевич                               | Математика                          | «Теория паровых машин» |
| 1850 | 119 | Куторга, Михаил Семёнович                                   | История                             | «История Афинской республики» |
| 1850 | 120 | Милютин, Дмитрий Алексеевич                                 | География и статистика              | «Первые опыты военной статистики» |
| 1851 | 121 | Сомов, Осип Иванович                                        | Математика                          | «Основания теории эллиптических функций» |
| 1851 | 122 | Бобровников, Алексей Александрович                          | Восточные языки                     | «Грамматика монгольско-калмыцкого языка» |
| 1851 | 123 | Бероев, Никита Лазаревич                                    | Восточные языки                     | «Начальные основания гайканского языка, или практическая метода для удобнейшего изучения его» |
| 1851 | 124 | Посьет, Константин Николаевич                               | Военные и морские науки             | «О вооружении военных судов; с атласом» |
| 1851 | 125 | Торнау, Николай Егорович                                    | Правоведение                        | «Изложение начал мусульманского законоведения» |
| 1851 | 126 | Гревингк, Константин Иванович                               | Геогнозия и минералогия             | «Beitrag zur Kenntniss der orographischen und geognostischen Beschaffenheit der Nord-West-Küste Amerika`s» |
| 1851 | 127 | Мартынов, Алексей Александрович                             | Архитектура и искусства             | «Русская старина в памятниках церковного и гражданского зодчества. Текст Н. М. Снегирёва» |
| 1851 | 128 | Леонтьев, Павел Михайлович                                  | Классическая филология и археология | «О поклонении Зевсу в древней Греции» |
| 1852 | 129 | Руссвурм, Карл Фридрих                                      | Этнография                          | «Die Schweden an den Kusten Ehstlands und auf Runo. Eine historisch-ethnographische Untersuching» |
| 1852 | 130 | Ильенков, Павел Антонович                                   | Промышленность                      | «Курс химической технологии» |
| 1852 | 131 | Кудрявцев, Пётр Николаевич                                  | История                             | «Судьбы Италии от падения Западной Римской империи до восстановления её Карлом Великим» |
| 1852 | 132 | Иванов, Пётр Иванович                                       | История                             | «Описание государственного архива старых дел» |
| 1853 | 133 | Веселаго, Феодосий Фёдорович                                | История                             | «Очерк истории морского кадетского корпуса» |
| 1853 | 134 | Гиппинг, Андрес Юхан                                        | История                             | «Нева и Нюэнсканск, или введение в историю Санкт-Петербурга» (рукопись) |
| 1853 | 135 | Поссельт, Мориц Фёдорович                                   | История                             | «Tagebuch des Generals Patrik Gordon, während seiner Kriegsdienste unter den Schweden und Polen vom Jahre 1655 bis 1661, und seines Aufenthaltes in Rußland vom Jahre 1661 bis 1699; zum ersten Male vollständig veröffentlicht durch Dr M. C. Posselt. 3 тома» |
| 1853 | 136 | Куторга, Степан Семёнович                                   | Геогнозия и минералогия             | «Геогностическая карта Санкт-Петербургской губернии» |
| 1853 | 137 | Кесслер, Карл Фёдорович                                     | Биологические науки                 | «Животные губерний Киевского учебного округа» |
| 1853 | 138 | Ратлеф, Карл Альберт                                        | География и статистика              | «Skizze der orographischen und hydrographischen Verhaltnisse von Liv-, Esth- und Kurland. Ein geographisher Versuch» |
| 1854 | 139 | Муральт, Эдуард                                             | История                             | «Essai de chronographie Byzantine de 395 à 1057» («Очерк о византийской хронологии с 395 по 1057») |
| 1854 | 140 | Тебеньков, Михаил Дмитриевич                                | Гидрография                         | «Атлас северо-западных берегов Америки от Берингова пролива до мыса Корриентес и островов Алеутских» |
| 1854 | 141 | Ковальский, Мариан Альбертович                              | Путешествия                         | «Северный Урал и береговой хребет Пай-Хой. Том I» |
| 1854 | 142 | Зарубин, Павел Алексеевич                                   | Астрономия и геодезия               | «Вновь изобретённые инструменты, относящиеся до межевания, с приложением руководства к практическому их использованию» (рукопись) |
| 1854 | 143 | Кокшаров, Николай Иванович                                  | Геогнозия и минералогия             | «Материалы для минералогии России» |
| 1854 | 144 | Ковальский, Мариан Альбертович                              | Астрономия и геодезия               | «Теория движения Нептуна» |
| 1855 | 145 | Бунге, Фёдор Андреевич                                      | История                             | «Liv-, Esth- und Curländishes, Urkundenbuch, то есть собрание лифляндских, эстляндских и курляндских грамот, с хронологическим перечнем событий» |
| 1855 | 146 | Мерклин, Карл Евгеньевич                                    | Биологические науки                 | «Palaeodendrologicon Ros-sicum» |
| 1855 | 147 | Савельев, Александр Степанович                              | Химия и физика                      | «О гальванической проводимости жидкостей» |
| 1855 | 148 | Иванов, Назарий Андреевич                                   | Химия и физика                      | «Начальные основания аналитической химии» |
| 1855 | 149 | Казембек, Александр Касимович                               | Восточные языки                     | «Учебные пособия для временного курса турецкого языка» |
| 1855 | 150 | Головацкий, Г. А.                                           | История                             | «Хронологическая машина для юлианского времяисчисления, гражданского и церковного, православного исповедания» |
| 1856 | 151 | Бодянский, Осип Максимович                                  | Теория и история словесности        | «О происхождении славянских письмён» |
| 1856 | 152 | Ундольский, Вукол Михайлович                                | История                             | «Временник Георгия Амартола в отношении к несторовой летописи» |
| 1856 | 153 | Лакиер, Александр Борисович                                 | Геральдика                          | «Русская геральдика. 2 части» |
| 1856 | 154 | Небольсин, Павел Иванович                                   | География и статистика              | «Очерки торговли России с Среднею Азиею» |
| 1856 | 155 | Соловьёв, Яков Александрович                                | География и статистика              | «Сельскохозяйственная статистика Смоленской губернии» |
| 1856 | 156 | Северцов, Николай Алексеевич                                | Биологические науки                 | «Периодические явления в жизни зверей, птиц и гадов в Воронежской губернии» |
| 1856 | 157 | Жиряев, Александр Степанович                                | Правоведение                        | «Теория улик» |
| 1856 | 158 | Крузель, Густав                                             | Медицина                            | «Внутренние средства против рака и некоторых других болезней» |
| 1857 | 159 | Зарубин, Павел Алексеевич                                   | Астрономия и геодезия               | «Планиметр-самокат, с рукописным описанием инструмента» |
| 1857 | 160 | Чичерин, Борис Николаевич                                   | Правоведение                        | «Областные учреждения России в XVII веке» |
| 1857 | 161 | Гофман, Эрнст Карлович                                      | Путешествия                         | «Северный Урал и береговой хребет Пай-Хой» |
| 1857 | 162 | Соколов, Александр Петрович                                 | История                             | «Летопись крушений и пожаров судов Русского флота от начала его по 1854 год» |
| 1857 | 163 | Ценковский, Лев Семёнович                                   | Биологические науки                 | «О низших водорослях и инфузориях» |
| 1857 | 164 | Смирнов, Сергей Константинович                              | История                             | «История московской Славяно-греко-латинской академии» |
| 1857 | 165 | Карпов, Василий Николаевич                                  | Философия                           | «Систематическое изложение логики» |
| 1858 | 166 | Шмидт, Фёдор Богданович                                     | Геогнозия и минералогия             | «Untersuchungen über die silurische Formationvon Ehstland, Nord-Livland und Oesel» |
| 1858 | 167 | Заблоцкий-Десятовский, Павел Парфёнович                     | Медицина                            | «Руководство к изучению и лечению сифилитических болезней» |
| 1858 | 168 | Попов, Александр Николаевич                                 | История                             | «История возмущения Стеньки Разина» |
| 1858 | 169 | Чистович, Иларион Алексеевич                                | История                             | «История Санкт-Петербургской Духовной академии» |
| 1858 | 170 | Пыпин, Александр Николаевич                                 | Теория и история словесности        | «Очерк литературной истории старинных повестей и сказок русских» |
| 1858 | 171 | Майков, Леонид Николаевич                                   | История                             | «История сербского языка по памятникам, писанным кириллицею, в связи с историею народа» |
| 1858 | 172 | Дельвиг, Андрей Иванович                                    | Архитектура и искусства             | «Руководство к устройству водопроводов» |
| 1859 | 173 | Савич, Алексей Николаевич                                   | Астрономия и геодезия               | «Приложение теории вероятностей к вычислению наблюдений геодезических измерений» |
| 1859 | 174 | Аксаков, Иван Сергеевич                                     | География и статистика              | «Исследование о торговле на украинских ярмарках» |
| 1859 | 175 | Бреверн, Георг                                              | История                             | «Der Liber Census Daniae und die Anfänge der Geschichte Harrien und Wirland’s» |
| 1859 | 176 | Куторга, Михаил Семёнович                                   | История                             | «Персидские войны» |
| 1859 | 177 | Савельев, Павел Степанович                                  | Нумизматика                         | «Монеты Джучидов, Джагаитов, Джелаиридов и других, обращавшихся в Золотой Орде в эпоху Тохтамыша» |
| 1859 | 178 | Савва (Тихомиров)                                           | Богословие                          | «Указатель для обозрения Московской Патриаршей (ныне Синодальной) ризницы и библиотеки» |
| 1859 | 179 | Рогов, Николай Абрамович                                    | Лингвистика и лексикография         | «Опыт грамматики пермяцкого языка» (M. S.) |
| 1859 | 180 | Меглицкий, Николай Гаврилович и Антипов, Александр Иванович | Геогнозия и минералогия             | «Геогностическое описание южной части Уральского хребта, исследованной в течение 1854 и 1855 годов» |
| 1860 | 181 | Мевиус, Аполлон Фёдорович                                   | Промышленность                      | «Чугунно-литейное производство; с 27-ю политипажами чугунных изделий» |
| 1860 | 182 | Беляев, Иван Дмитриевич                                     | География и статистика              | «Крестьяне на Руси» |
| 1860 | 183 | Ламанский, Владимир Иванович                                | География и статистика              | «О славянах в Малой Азии, Африке и Испании» |
| 1860 | 184 | Гильфердинг, Александр Фёдорович                            | Путешествия                         | «Поездка по Герцоговине, Боснии и Старой Сербии» |
| 1860 | 185 | Сибирский, Александр Александрович                          | Нумизматика                         | «Catalogue des médailles du Bosphore Cimmérien précédé d'études sur l’histoire et les antiquités de ce pays» |
| 1860 | 186 | Крейцвальд, Фридрих                                         | Лингвистика и лексикография         | «Kalewipoeg, eine Estnische Sage» |
| 1860 | 187 | Воскресенский                                               | Медицина                            | «Монография врачебных пиявок» |
| 1861 | 188 | Миндинг, Фердинанд Готлибович                               | Математика                          | «Об интегрировании дифференциальных уравнений» (рукопись) |
| 1861 | 189 | Борман                                                      | Педагогика                          | «Курс обучения глухонемых изустному слову» (рукопись) |
| 1861 | 190 | Биленштейн, Август                                          | Лингвистика и лексикография         | «Die lettische Sprache» (рукопись) |
| 1861 | 191 | Гиргенсон, Густав Карл                                      | Биологические науки                 | «Naturgeschichte den Laud- und Lebermppse Liv-, Ehts- und Kurlands» |
| 1861 | 192 | Нордман, Александр фон                                      | Геогнозия и минералогия             | «Paleontologie Süd-Russlands» |
| 1862 | 193 | Боннель, Эрнст Иванович                                     | История                             | «Russich-Livländische Chronographie. 1 Theil» (рукопись) |
| 1862 | 194 | Тихменев, Пётр Александрович                                | История                             | «Историческое обозрение образования российско-американской компании и действий её до настоящего времени. Часть I» |
| 1862 | 195 | Горностаев, Иван Иванович                                   | История                             | «История искусства и костюмов у народов древнего мира» (рукопись) |
| 1862 | 196 | Рогович, Афанасий Семёнович                                 | Геогнозия и минералогия             | «Об ископаемых рыбах Киевского учебного округа» |
| 1862 | 197 | Радде, Густав Иванович                                      | Биологические науки                 | «Untersuchungen über die Sȧugethierfauna Ostsibiriens» (рукопись) |
| 1862 | 198 | Альквист, Август                                            | Лингвистика и лексикография         | «Versuch einer mokscha-mordvinischen Grammatik, nebst Texten und Wörterverzeichniss» |
| 1862 | 199 | Сеченов, Иван Михайлович                                    | Биологические науки                 | «О животном электричестве» |
| 1863 | 200 | Амфилохий (Сергиевский-Казанцев)                            | Теория и история словесности        | «Исследование о пандекте Антиоха XI века, II. Словарь старославянского церковного языка по пандекту Антиоха, III. Места Святого Писания из пандекта Антиоха» (рукопись)                                                                                         |
| 1863 | 201 | Алексеев, Николай Николаевич                                | Математика                          | «Начала интегрального исчисления» |
| 1863 | 202 | Забелин, Иван Егорович                                      | История                             | «Домашний быт русских царей в XVI и XVII столетиях» |
| 1863 | 203 | Герсеванов, Михаил Николаевич                               | Вонные и морские науки              | «Лекции о морских сооружениях» |
| 1863 | 204 | Андреев, Евгений Николаевич                                 | Промышленность                      | «Курс химической технологии сочинения Ильенкова» |
| 1863 | 205 | Геппенер                                                    | Медицина                            | «Повивальное искусство» |
| 1863 | 206 | Попов, Нил Александрович                                    | История                             | «Татищев и его время, эпизод из истории государственной, общественной и частной жизни в России первой половины прошедшего столетия» |
| 1864 | 207 | Тихменев, Пётр Александрович                                | История                             | «Историческое обозрение российско-американской компании. Часть II» |
| 1864 | 208 | Смыслов, Пётр Михайлович                                    | Астрономия и геодезия               | «Репсольдов круг и хронометры» |
| 1864 | 209 | Швейцер, Богдан Яковлевич                                   | Астрономия и геодезия               | «Исследование местной аттракции, существующей около Москвы» |
| 1864 | 210 | Рыбников, Павел Николаевич                                  | Теория и история словесности        | «Сборник русских песен» |
| 1864 | 211 | Богданович, Модест Иванович                                 | История                             | «История войны 1813 года за независимость Германии» |
| 1864 | 212 | Борщов, Илья Григорьевич                                    | Биологические науки                 | «Материалы для ботанической географии Арало-каспийского края» (рукопись) |
| 1864 | 213 | Шмидт, Карл Эрнст Генрих                                    | Гидрография                         | «Die Wasserversorgung Dorpat`s, eine hydrologische Untersuchung» |
| 1864 | 214 | Услар, Пётр Карлович                                        | Восточные языки                     | «Абхазский и чеченский язык» |
| 1864 | 215 | Васильев, А.                                                | Промышленность                      | «Материалы для проекта сточных труб и мостовых в городах и преимущественно в Санкт-Петербурге» |
| 1864 | 216 | Вагнер, Николай Петрович                                    | Биологические науки                 | «Самопроизвольное размножение гусениц у насекомых» |
| 1865 | 217 | Ленц, Роберт Эмильевич                                      | География и статистика              | «Исследование восточной Персии и Хератского владения относительно физической и математической географии» (рукопись) |
| 1865 | 218 | Афанасьев, Александр Николаевич                             | Лингвистика и лексикография         | «Народные русские сказки» |
| 1865 | 219 | Носович, Иван Иванович                                      | Лингвистика и лексикография         | «Словарь белорусского наречия» (рукопись) |
| 1865 | 220 | Чистович, Иларион Алексеевич                                | Теория и история словесности        | «Феофан Прокопович» (рукопись) |